# Billy Joel

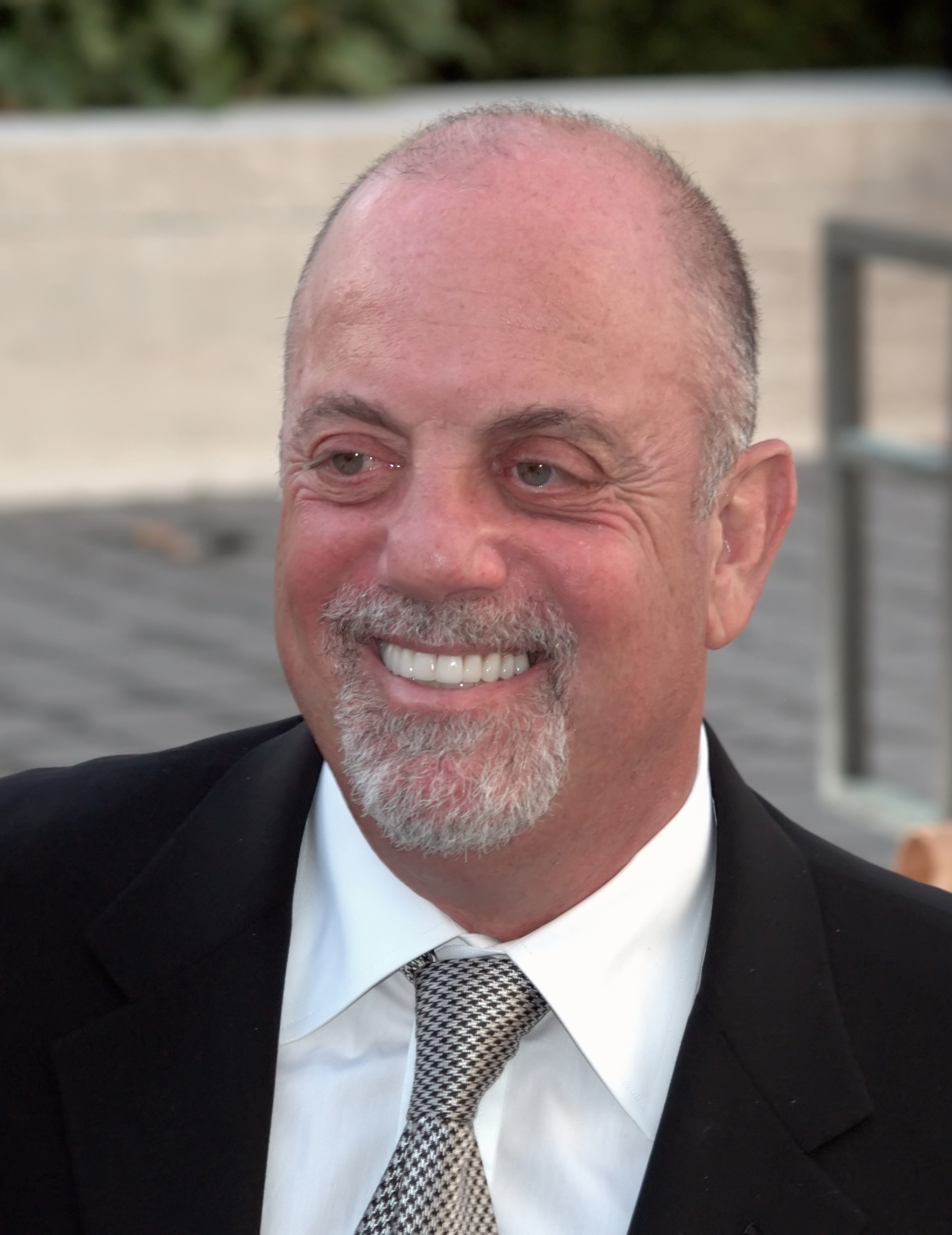
Billy Joel (2009)

William Martin „Billy“ Joel (* 9. Mai 1949 in New York City) ist ein US-amerikanischer Sänger, Pianist und Songschreiber. Er trägt den Beinamen „Piano Man“ nach seinem gleichnamigen Hit aus dem Jahr 1973. 
In seiner seit Anfang der 1970er Jahre andauernden Karriere hat er mehr als 160 Millionen Tonträger verkauft, davon alleine in seiner Heimat über 114 Millionen. Er gehört damit zu den erfolgreichsten Künstlern aller Zeiten.

## Leben
Billy Joel wurde 1949 als zweites Kind von Howard Joel (1923–2011) und Rosalind Joel (1922–2014) in der New Yorker Bronx geboren. Er wuchs in Hicksville Town of Oyster Bay auf Long Island auf.
Seine Mutter wurde als Rosalind Nyman im Vereinigten Königreich geboren. Sein Vater kam als Helmut Joel in Nürnberg zur Welt und war der Sohn von Karl Amson Joel, der 1938 wegen der immer aggressiveren Judenverfolgung während der Zeit des Nationalsozialismus mit seiner Familie in die USA flüchtete. Den Firmenbesitz von Karl Amson Joel in Nürnberg übernahm Josef Neckermann günstig im Rahmen der Arisierung.
1947 heirateten Billy Joels Eltern, und im selben Jahr kam seine ältere Schwester zur Welt. 1960, als Billy Joel elf Jahre alt war, ließen seine Eltern sich scheiden. Er blieb bei seiner Mutter, während sein Vater nach Europa zurückkehrte und sich in Wien niederließ. Aus der dort geschlossenen zweiten Ehe mit einer Engländerin stammt Joels 1971 geborener Halbbruder, der Dirigent Alexander Joel.
1973 heiratete Billy Joel seine Managerin Elizabeth Weber; die Ehe wurde 1982 geschieden. Von 1985 bis 1994 war er mit Christie Brinkley verheiratet, aus dieser Ehe stammt eine 1985 geborene Tochter. Im Oktober 2004 heiratete Joel die Restaurantkritikerin Katie Lee. Im Juni 2009 gab das Paar seine Trennung bekannt. Im Juli 2015 heiratete Joel seine langjährige Freundin Alexis Roderick. Im August 2015 wurde eine gemeinsame Tochter geboren; eine zweite Tochter folgte im Oktober 2017.
1997 stiftete Billy Joel das Preisgeld für die zweite Verleihung des Internationalen Nürnberger Menschenrechtspreises.
Im Mai 2025 gab Joel bekannt, an Altershirndruck erkrankt zu sein und sagte daher für die Dauer der Genesung alle bevorstehenden Konzerte ab.

## Musikalischer Werdegang

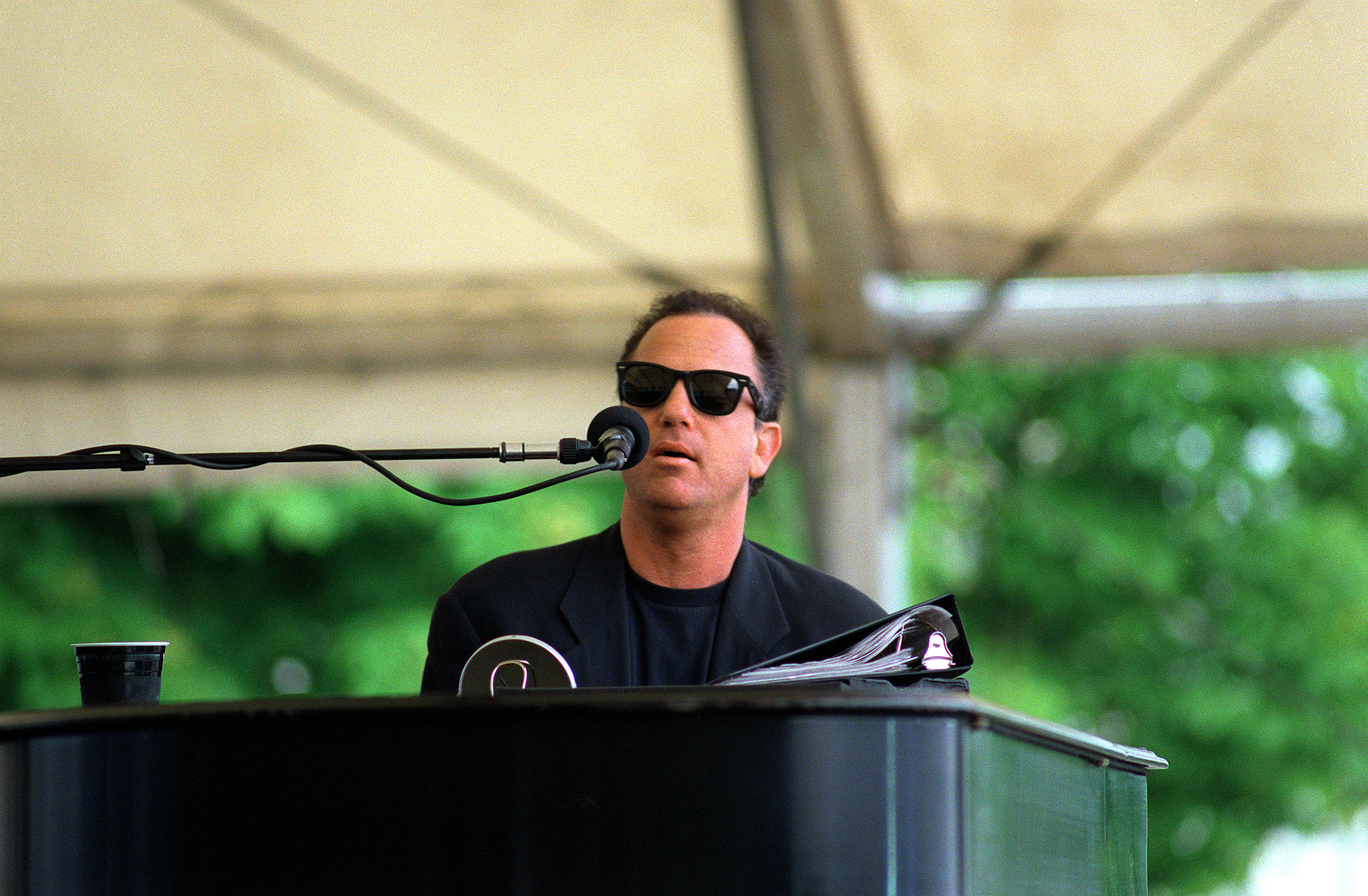
Billy Joel (1994)

Billy Joel (2007)

Schon als Kind war Joel Liebhaber klassischer Musik und erhielt Klavierunterricht. Mit 15 Jahren begann er, in Rockbands zu spielen, unter anderem mit der auf Long Island bekannten Gruppe The Hassles, mit der er zwischen 1967 und 1968 die zwei LPs The Hassles und Hour of the Wolf aufnahm. Ein Jahr später spielte Joel zusammen mit Jon Small unter dem Namen Attila eine Rockplatte ein. Weiterhin arbeitete er Ende der 1960er-Jahre als Studiomusiker verschiedener namhafter Künstler wie Chubby Checker und The Shangri-Las und trat unter dem Künstlernamen Billy Martin in Piano-Bars auf.
1970 lernte Joel den Musikproduzenten Artie Ripp kennen, der ihn für sein Label Family Productions Records unter Vertrag nahm. Dieser verhalf ihm zu seinem Ende 1971 erschienenen Debütalbum Cold Spring Harbor, dessen kommerzieller Erfolg jedoch ausblieb. Die Masterbänder wurden nach der letzten Abmischung nicht in der richtigen Geschwindigkeit überspielt. Das Album wurde erst 1983 remastered.
Zudem stand Joel nach der Veröffentlichung des Debütalbums im Streit mit seinem bisherigen Plattenlabel Family Productions, von dem sich der Künstler aufgrund der schlechten Vertragssituation trennen wollte. Während sich Joel nach eigenen Angaben wieder unter dem Pseudonym Bill Martin in verschiedenen Bars „versteckte“, versuchte seine neue Plattenfirma Columbia Records den Vertrag mit Family Productions zu lösen, was schließlich 1972 gelang.
Bei Columbia veröffentlichte Joel im Herbst 1973 das Album Piano Man, in dessen Titelstück er sich mit seiner eigenen Vergangenheit als Barmusiker auseinandersetzt und das so erfolgreich war, dass der Musiker in Anlehnung an den Titel den Spitznamen „Piano Man“ erhielt. Mit seiner zweiten Schallplatte gelangen Joel zudem erste bedeutende Platzierungen in den amerikanischen und in den UK-Charts. Die Nachfolgealben Streetlife Serenade und Turnstiles konnten zunächst nicht an den großen Erfolg des Albums und insbesondere der Single Piano Man anknüpfen.
Mit dem im Sommer 1977 herausgebrachten Studioalbum The Stranger schaffte Joel den großen Durchbruch. Das darauf enthaltene Stück Just the Way You Are wurde bei den Grammy Awards 1979 als „Song des Jahres“ ausgezeichnet, die Platte selbst erreichte Platin-Status. Dieser Erfolg wird auch auf seine Zusammenarbeit mit dem Produzenten Phil Ramone zurückgeführt, die insgesamt fast zehn Jahre andauerte.
Im Herbst 1978 folgte mit 52nd Street das erste Album des Musikers, das Platz eins der Billboard-Album-Charts belegte; Joel erhielt dafür erneut zwei Grammys. 1982 schrieb die Platte zudem Musikgeschichte, weil sie als erstes Popalbum des Sony-Katalogs auf dem neuen CD-Format veröffentlicht wurde.
Im Frühjahr 1980 veröffentlichte Billy Joel mit Glass Houses sein siebtes Studioalbum. Das Album ist mit 7,1 Millionen verkauften Exemplaren allein in den USA das 41. meistverkaufte Album der 1980er Jahre und Joel wurde 1981 für seine Arbeit daran mit dem Grammy ausgezeichnet. Mit der Auskoppelung It’s still Rock and Roll to me erreichte er zum ersten Mal Platz 1 der Billboard-Charts. Das 1981 erschienene Songs in the Attic war Joels erstes Live-Album. Die Stücke dafür nahm er bei acht verschiedenen Konzerten auf.
1987 ging Joel als erster amerikanischer Rockstar in der Sowjetunion auf Tournee. Die sechsteilige Konzertreihe, die das Live-Album Концерт (russisch: Konzert) hervorbrachte, inspirierte ihn auch zum Titel Leningrad, den er dem russischen Clown Viktor Razinow widmete, den er während der Tournee kennengelernt hatte. Für das dazugehörige Album Storm Front aus dem Herbst 1989 trat erstmals der Foreigner-Gitarrist Mick Jones an die Stelle des Produzenten Ramone, der unter anderem zur Single The Downeaster ‘Alexa’ beisteuerte. Größter Hit der Platte wurde We Didn’t Start the Fire, dessen Text wichtige Ereignisse, Personen und Gegenstände der Geschichte zwischen 1949 und 1989 enthält, insbesondere der Vereinigten Staaten. Dieses Lied belegte Platz eins in den US-Charts und wurde für einen Grammy nominiert.
Auch das im Sommer 1993 erschienene Album River of Dreams bescherte Joel große Erfolge, darunter erneut vier Grammy-Nominierungen. Es blieb sein bislang letztes Studioalbum mit neuen Songs. 1994 begann er zusammen mit Elton John eine gemeinsame Tour unter dem Titel Face to Face 1994. In den folgenden Jahren trat Joel hauptsächlich durch Gemeinschaftsprojekte und bei Benefizkonzerten in Erscheinung. Im März 1999 wurde er in die Rock and Roll Hall of Fame aufgenommen. Am 31. Dezember 1999 trat er im New Yorker Madison Square Garden auf. Das Konzert wurde auf dem Doppel-Album 2000 Millennium Concert veröffentlicht. Darüber hinaus kam es 1998 und 2001 zu Fortsetzungen der Face-to-Face-Tour mit Elton John.
2006 war Joel wieder auf einer Tournee, die ihn im Juni (Hamburg) und im Juli 2006 (Frankfurt) zum ersten Mal seit zwölf Jahren für zwei Konzerte auch nach Deutschland führte. Im Rahmen der Tour trat er zwölfmal in Folge im ausverkauften Madison Square Garden auf, was vor ihm noch niemand erreicht hatte. Die Auftritte sind als Querschnitt im Juni 2006 auf dem Live-Album 12 Gardens veröffentlicht worden. Als Abschluss des Europateils der Tour spielten er und Bryan Adams im Juli 2006 bei einem Gratis-Konzert vor dem Kolosseum in Rom.
Im Februar 2007 erschien mit All My Life nach über zehn Jahren wieder eine neue Single von Joel. Im Dezember desselben Jahres wurde mit Christmas in Fallujah ein weiterer neuer Song von ihm veröffentlicht, den er allerdings nicht selbst singt. Das Lied, das sich mit der Situation der amerikanischen Soldaten im Irak befasst und auf deren Korrespondenz mit ihren Familien in der Heimat basiert, sollte nach Auffassung Joels von einem jüngeren Sänger gesungen werden. Als Interpreten wählte er den amerikanischen Songwriter Cass Dillon. 2008 setzte Joel seine USA-Tournee fort. Den Höhepunkt stellten zwei Konzerte im Juli 2008 im New Yorker Shea Stadium dar. Als Gäste begrüßte er unter anderem Paul McCartney und Steven Tyler.
2014 verkündete Joel, er plane nicht, noch einmal ein Studioalbum zu veröffentlichen; er habe das Gefühl, alles gesagt zu haben, und wolle keine Musik veröffentlichen, die nicht gut sei. Der amerikanische Rolling Stone listete Joel 2015 auf Rang 50 der 100 größten Songwriter aller Zeiten. Seit Januar 2014 tritt Joel einmal im Monat im Madison Square Garden in New York auf. Die ersten vier Konzerte waren umgehend ausverkauft. Sofern die Nachfrage nach den rund 20.000 Karten weiterhin besteht, sollte das Gastspiel über Jahre hinweg stattfinden. Im November 2023 kündigte Joel ein Ende der Konzertreihe an: Das hundertfünfzigste und damit letzte der „Residency Concerts“ im Garden fand im Juli 2024 statt. Für die letzten fünf Konzerte wollte er mit der Bahn, statt wie vorher mit dem Hubschrauber, zu den Konzerten fahren, um sich mehr zu erden.
Zwischen den monatlichen Konzerten in New York finden vereinzelt weitere Konzerte statt, überwiegend in amerikanischen Baseball-Stadien, aber auch in europäischen Fußballstadien. So trat er im September 2016 erstmals im Frankfurter Waldstadion auf. 
Im Februar 2024 veröffentlichte Joel nach 17 Jahren Pause mit Turn the Lights Back on einen neuen Song. Produziert wurde der Song von Freddy Wexler, der zuvor mit Taylor Swift, Celine Dion und Justin Bieber gearbeitet hat. Neben Joel war Wexler Co-Autor des Stücks.

## Diskografie
Studioalben

| Jahr | Titel Musiklabel                                                     | Höchstplatzierung, Gesamtwochen, AuszeichnungChartplatzierungen (Jahr, Titel, Musiklabel, Platzierungen, Wochen, Auszeichnungen, Anmerkungen) | Höchstplatzierung, Gesamtwochen, AuszeichnungChartplatzierungen (Jahr, Titel, Musiklabel, Platzierungen, Wochen, Auszeichnungen, Anmerkungen) | Höchstplatzierung, Gesamtwochen, AuszeichnungChartplatzierungen (Jahr, Titel, Musiklabel, Platzierungen, Wochen, Auszeichnungen, Anmerkungen) | Höchstplatzierung, Gesamtwochen, AuszeichnungChartplatzierungen (Jahr, Titel, Musiklabel, Platzierungen, Wochen, Auszeichnungen, Anmerkungen) | Höchstplatzierung, Gesamtwochen, AuszeichnungChartplatzierungen (Jahr, Titel, Musiklabel, Platzierungen, Wochen, Auszeichnungen, Anmerkungen) | Anmerkungen |
| Jahr | Titel Musiklabel                                                     | DE | AT | CH | UK | US | Anmerkungen |
| ---- | -------------------------------------------------------------------- | --- | --- | --- | --- | --- | --- |
| 1971 | Cold Spring Harbor Family Productions (Famous Music)                 | — | — | — | UK95 a (1 Wo.)UK | US158 (7 Wo.)US | Erstveröffentlichung: 1. November 1971 Verkäufe: + 150.000                                                      |
| 1973 | Piano Man CBS Records (CBS)                                          | — | — | — | UK98 b (1 Wo.)UK | US27 ×5Fünffachplatin · (44 Wo.)US | Erstveröffentlichung: 9. November 1973 Verkäufe: + 5.357.500                                                    |
| 1974 | Streetlife Serenade CBS Records (CBS)                                | — | — | — | — | US35 Platin · (18 Wo.)US | Erstveröffentlichung: 11. Oktober 1974 Verkäufe: + 1.000.000                                                    |
| 1976 | Turnstiles CBS Records (CBS)                                         | — | — | — | — | US122 Platin · (12 Wo.)US | Erstveröffentlichung: 19. Mai 1976 Verkäufe: + 1.100.000                                                        |
| 1977 | The Stranger CBS Records (CBS)                                       | — | — | — | UK24 Gold · (40 Wo.)UK | US2 ×2Diamant + Doppelplatin · (139 Wo.)US | Erstveröffentlichung: 27. September 1977 Verkäufe: + 12.910.000                                                 |
| 1978 | 52nd Street CBS Records (CBS)                                        | DE19 (10 Wo.)DE | AT4 (12 Wo.)AT | — | UK10 Gold · (43 Wo.)UK | US1 ×7Siebenfachplatin · (76 Wo.)US | Erstveröffentlichung: 13. Oktober 1978 Verkäufe: + 7.925.000                                                    |
| 1980 | Glass Houses CBS Records (CBS)                                       | DE24 (12 Wo.)DE | AT4 (20 Wo.)AT | — | UK9 Gold · (24 Wo.)UK | US1 ×7Siebenfachplatin · (73 Wo.)US | Erstveröffentlichung: 12. März 1980 Verkäufe: + 8.145.000                                                       |
| 1982 | The Nylon Curtain CBS Records (CBS)                                  | DE34 (7 Wo.)DE | AT20 (2 Wo.)AT | — | UK27 (8 Wo.)UK | US7 ×2Doppelplatin · (35 Wo.)US | Erstveröffentlichung: 17. September 1982 Verkäufe: + 2.290.000                                                  |
| 1983 | An Innocent Man CBS Records (CBS)                                    | DE36 (23 Wo.)DE | — | — | UK2 ×3Dreifachplatin · (97 Wo.)UK | US4 ×8Achtfachplatin · (111 Wo.)US | Erstveröffentlichung: 8. August 1983 Verkäufe: + 9.490.000                                                      |
| 1986 | The Bridge CBS Records (CBS)                                         | DE34 (9 Wo.)DE | AT18 (4 Wo.)AT | CH22 (4 Wo.)CH | UK38 Silber · (10 Wo.)UK | US7 ×2Doppelplatin · (47 Wo.)US | Erstveröffentlichung: 29. Juli 1986 Verkäufe: + 2.620.000                                                       |
| 1989 | Storm Front CBS Records (CBS)                                        | DE5 Platin · (60 Wo.)DE | AT10 Gold · (18 Wo.)AT | CH30 (1 Wo.)CH | UK5 Platin · (25 Wo.)UK | US1 ×4Vierfachplatin · (69 Wo.)US | Erstveröffentlichung: 4. Oktober 1989 Verkäufe: + 5.435.000                                                     |
| 1993 | River of Dreams Columbia Records (Sony)                              | DE2 Platin · (33 Wo.)DE | AT2 Platin · (26 Wo.)AT | CH2 Platin · (28 Wo.)CH | UK3 Platin · (27 Wo.)UK | US1 ×5Fünffachplatin · (56 Wo.)US | Erstveröffentlichung: 20. Juli 1993 Verkäufe: + 6.740.000                                                       |
| 2001 | Fantasies & Delusions (Music for Solo Piano) Columbia Records (Sony) | — | — | — | — | US83 (1 Wo.)US | Erstveröffentlichung: 2. Oktober 2001 von Billy Joel geschriebene Instrumentalstücke, gespielt von Hyung-ki Joo |

grau schraffiert: keine Chartdaten aus diesem Jahr verfügbar

## Filme
- Oliver & Co., Animationsfilm. Stimme von Dodger USA 1988
- Die Akte Joel aka The Joel Files, Dokumentarfilm. Regie: Beate Thalberg. Billy Joels deutsch-jüdische Familiengeschichte D/A 2001
- Billy Joel: A Matter of Trust – The Bridge to Russia, Dokumentarfilm. Regie: Jim Brown. USA 1987/2013
- Billy Joel: And So It Goes, Dokumentarfilm. Regie: Susan Lacy, Jessica Levin. USA 2025[40][41]

## Auszeichnungen (Auszug)

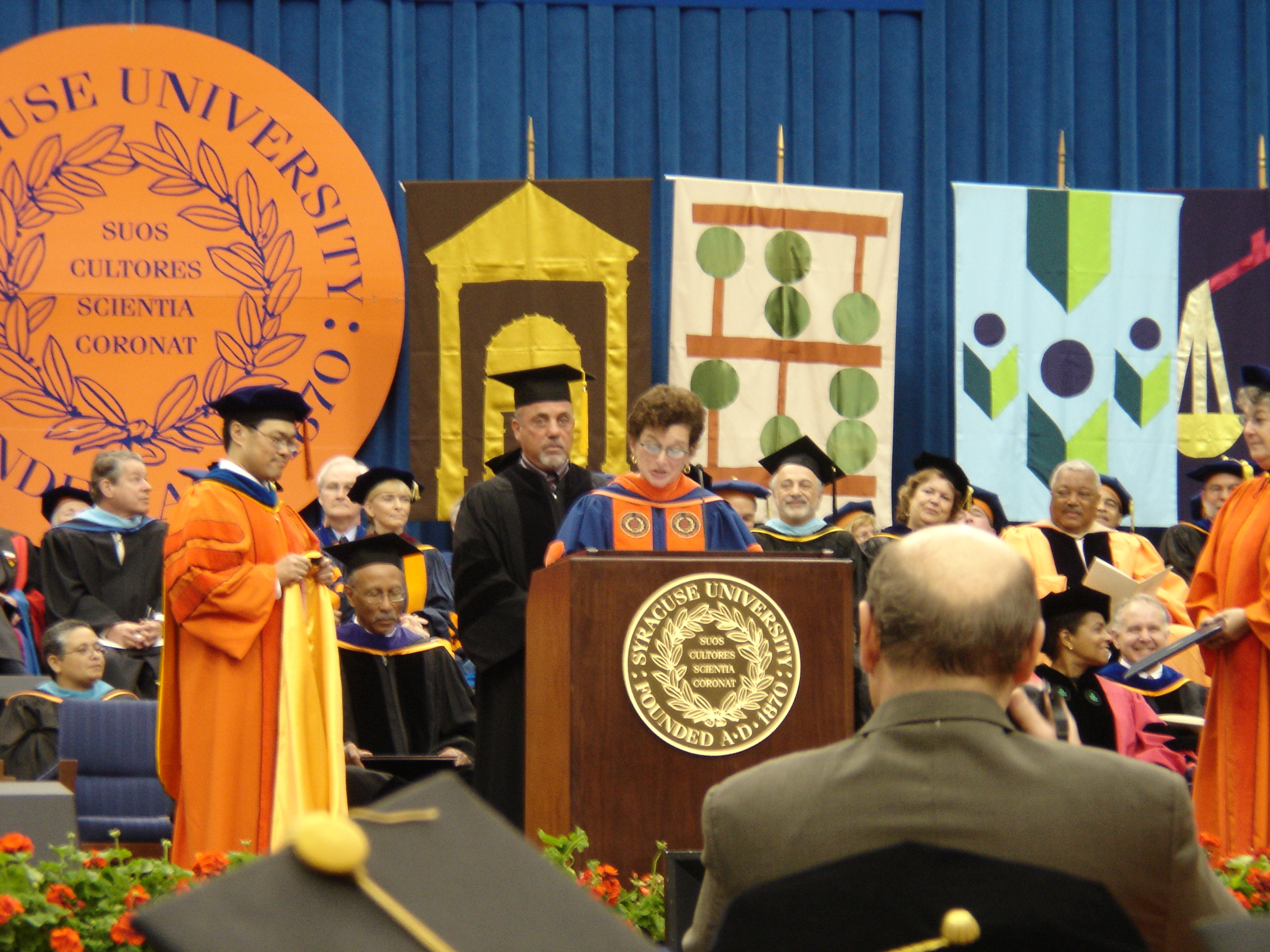
Joel bei der Verleihung der Ehrendoktorwürde der Syracuse University (2006)

Billy Joel wurden zahlreiche Auszeichnungen verliehen, darunter:
- 1991: D.H.L. (Doctor of Humane Letters) von der Fairfield University
- 1993: DMus (Doctor of Music) des Berklee College of Music
- 1997: D.H.L. von der Hofstra University
- 2000: DMus vom Southampton College
- 2006: D.F.A. (Doctor of Fine Arts) von der Syracuse University
- 2008: DMA (Doctor of Musical Arts) von der Manhattan School of Music
- 2015: DMus von der Stony Brook University
- Fünf Grammys[42]
- Um Joels 100. Auftritt im Madison Square Garden zu würdigen, erklärte der damalige Gouverneur Andrew Cuomo den 18. Juli 2018 zum Billy Joel Day des Bundesstaats New York.[43]